# Thomisus zyuzini
Thomisus zyuzini là một loài nhện trong họ Thomisidae.
Loài này thuộc chi Thomisus. Thomisus zyuzini được Yuri M. Marusik & Dmitri Viktorovich Logunov miêu tả năm 1990.